# Campeonato Mundial de Piragüismo en Eslalon de 1963
El VIII Campeonato Mundial de Piragüismo en Eslalon se celebró en Spittal (Austria) entre el 10 y el 11 de agosto de 1963 bajo la organización de la Federación Internacional de Piragüismo (ICF) y la Federación Austríaca de Piragüismo.
Las competiciones se realizaron en el canal de piragüismo en eslalon acondicionado en el río Lieser, al norte de la ciudad austríaca.

## Medallistas

### Masculino
| Evento         | Oro | Plata | Bronce |
| -------------- | --- | --- | --- |
| F1 individual  | Jürgen Bremer RDA 266,7 pts.                                                                             | Rolf Luber RDA 274,5 pts.                                                                                     | Jiří Černý Checoslovaquia 29,4 pts.                                                                                        |
| C1 individual  | Manfred Schubert RDA 361,1                                                                               | Gert Kleinert RDA 378,1                                                                                       | Jean-Claude Tochon · Suiza · 382,4                                                                                         |
| C2 individual  | Günther Merkel Manfred Merkel RDA 336,2                                                                  | Natan Bernot Dare Bernot Yugoslavia 342,3                                                                     | Jürgen Noak Siegfried Lück RDA 343,8                                                                                       |
| F1 por equipos | Eberhard Gläser Rolf Luber Fritz Lange RDA 419,4                                                         | Józef Sarata · Władysław Piecyk · Bronisław Waruś · Polonia · 421,4                                           | David Mitchell Geoffrey Dinsdale Martin Rohleder Reino Unido 473,5                                                         |
| C1 por equipos | Manfred Schubert Gert Kleinert Karl-Heinz Wozniak RDA 443,5                                              | Norbert Schmidt Otto Stumpf Heiner Stumpf RFA 580,7                                                           | Heinz Grobat · Jean-Claude Tochon · Marcel Roth · Suiza · 613,3                                                            |
| C2 por equipos | RDA Günther Merkel / Manfred Merkel Jürgen Noak / Siegfried Lück Rudolf Seifert / Manfred Glöckner 479,4 | RFA Kurt Longrich / Jürgen Hauschild Hermann Roock / Günter Brümmer Günther Tuchel / Wolf Dieter Seller 787,4 | Austria · Bruno Kerbl / Klaus Gürtelbauer · Anton Biegel / Helmut Schilhuber · Franz Tutschka / Alfred Haberzettl · 1657,7 |

### Femenino
| Evento         | Oro                                                | Plata                                                              | Bronce                                |
| -------------- | -------------------------------------------------- | ------------------------------------------------------------------ | ------------------------------------- |
| F1 individual  | Ludmila Veberová Checoslovaquia 312,4 s            | Ursula Gläser RDA 331,4 s                                          | Jana Zvěřinová Checoslovaquia 354,0 s |
| F1 por equipos | Ursula Gläser Anneliese Bauer Lia Merkel RDA 400,2 | Ludmila Veberová Jana Zvěřinová Renata Knýová Checoslovaquia 401,7 | —                                     |

### Mixto
| Evento        | Oro                                           | Plata                                      | Bronce                                                 |
| ------------- | --------------------------------------------- | ------------------------------------------ | ------------------------------------------------------ |
| C2 individual | Alenka Bernot Borut Justin Yugoslavia 372,1 s | Margitta Krüger Werner Lempert RDA 411,2 s | Vratislava Nováková Karel Novák Checoslovaquia 422,7 s |

## Medallero
| Núm. | País           | Oro | Plata | Bronce | Total |
| ---- | -------------- | --- | ----- | ------ | ----- |
| 1    | RDA            | 7   | 4     | 1      | 12    |
| 2    | Checoslovaquia | 1   | 1     | 3      | 5     |
| 3    | Yugoslavia     | 1   | 1     | 0      | 2     |
| 4    | RFA            | 0   | 2     | 0      | 2     |
| 5    | Polonia        | 0   | 1     | 0      | 1     |
| 6    | Suiza          | 0   | 0     | 2      | 2     |
| 7    | Austria        | 0   | 0     | 1      | 1     |
| 7    | Reino Unido    | 0   | 0     | 1      | 1     |
|      | TOTAL          | 9   | 9     | 8      | 26    |